# Euparatettix bimaculatus
Euparatettix bimaculatus är en insektsart som beskrevs av Zheng, Z. 1993. Euparatettix bimaculatus ingår i släktet Euparatettix och familjen torngräshoppor. Inga underarter finns listade i Catalogue of Life.